# ريان أوكونور
ريان أوكونور هو لاعب هوكي الجليد كندي، ولد في 12 مارس 1992 في هاميلتون في كندا.

## وصلات خارجية
- ريان أوكونور على موقع دوري الهوكي الوطني (الإنجليزية)
- ريان أوكونور على موقع EliteProspects.com (الإنجليزية)
- ريان أوكونور على موقع Eurohockey.com (الإنجليزية)
- ريان أوكونور على موقع HockeyDB.com (الإنجليزية)